# Probles antennalis
Probles antennalis là một loài tò vò trong họ Ichneumonidae.